# Hiroshi Ninomiya
Hiroshi Ninomiya, född 13 februari 1937 i Japan, är en japansk tidigare fotbollsspelare.